# Farnace (Opernstoff)
Farnace ist der Titel mehrerer Libretti für Barockopern um den bosporanischen König Pharnakes II.
Das erste Libretto stammt von Lorenzo Morari. Es wurde vertont von
- Antonio Caldara
  - 19. November 1703 im Teatro Sant’Angelo in Venedig[1]
- Giovanni Bononcini
  - 27. November 1723 im King’s Theatre in London[2]

Das zweite Libretto stammt von Domenico Lalli. Dieses wurde vertont von
- Carlo Francesco Pollarolo
  - 1718 Venedig im Teatro San Cassiano[3][4]

Das dritte und am häufigsten vertonte Libretto wurde von Antonio Maria Lucchini erstellt.
Dieses wurde erstmals 1724 von Leonardo Vinci und anschließend von mehreren anderen Komponisten vertont. Alleine von Antonio Vivaldi gibt es sieben Fassungen:
- Antonio Vivaldi: Farnace
  - Erstaufführung Februar 1727 Venedig
  - Wiederaufführung Herbst 1727 Venedig mit einigen neuen Arien
  - 1730 Prag
  - 1731 Pavia
  - 1732 Mantua
  - 1737 Treviso
  - 1738 Ferrara (Aufführung abgesagt)[6]
- Giuseppe Maria Orlandini (1676–1760)
  - Karneval 1728 Mailand – unter dem Titel Berenice[7]
- Giovanni Porta (1675–1755)
  - 1740 München[8]
- Giuseppe Antonio Paganelli
  - 1738 Braunschweig[9]
- Francesco Corselli (1705–1778)
  - 1739 Madrid, Buen Retiro[10]
- Tommaso Traetta (1727–1779)
  - 4. November 1751 Neapel, Teatro San Carlo[11]
- Josef Mysliveček (1737–1781)
  - 4. November 1767 Neapel, Teatro San Carlo[12]